# 十林镇
十林镇，古称十里林，是中华人民共和国河南省南阳市邓州市下辖的一个乡镇级行政单位。

## 行政区划
十林镇下辖以下地区：
十东社区、十西社区、王河村、张坡村、操场村、魏寨村、大路武村、贾寨村、风杨村、汤河村、安乡村、杨寨村、郭沟村、黄岗村、柳堰村、河池村、何营村、北岗村、宋集村、罗岗村、景岗村、景营村、大西村、大东村、堰子河北村、堰子河南村、习营村和西岗村。